# Aston Villa FC in het seizoen 2009/10
Dit artikel beschrijft de prestaties van voetbalclub Aston Villa FC in het seizoen 2009/2010. Dit seizoen werd de club zesde in de Premier League. 

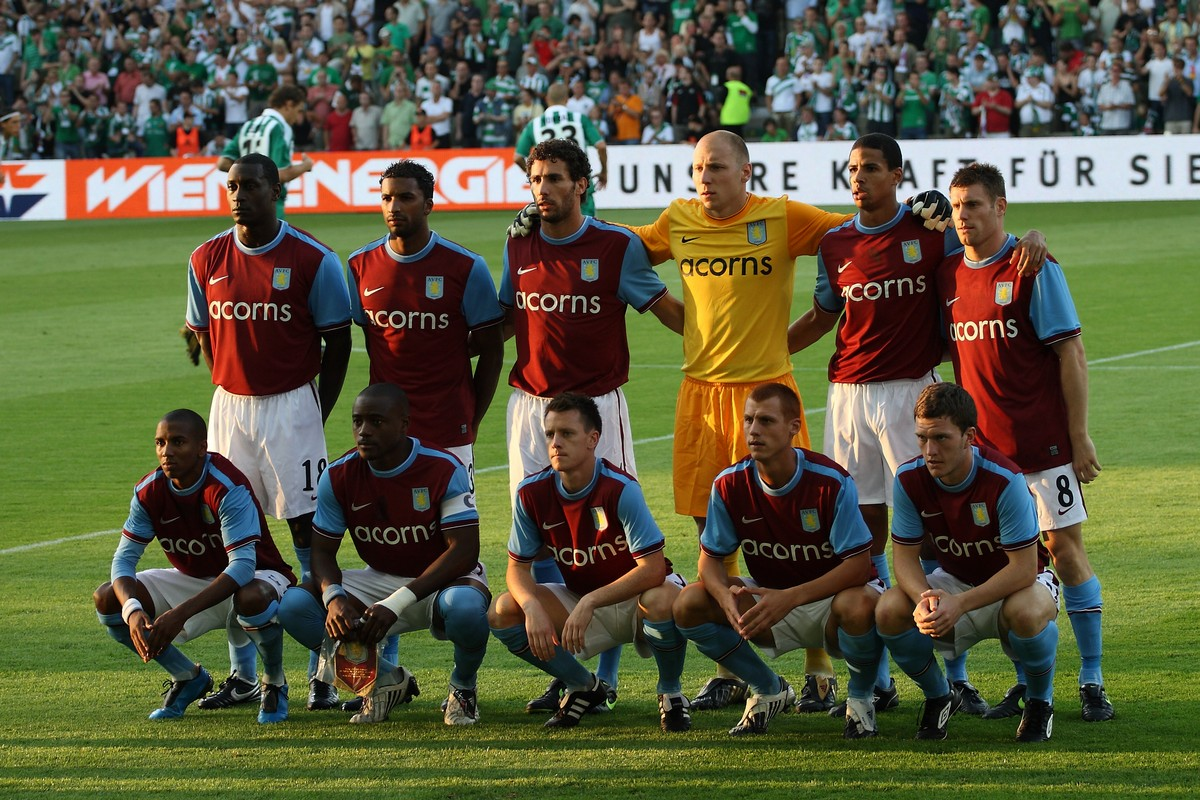
Aston Villa voor de aftrap van de UEFA Europa League-play-offs tegen Rapid Wien op 20 augustus 2009; staand v.l.n.r.: Heskey, Beye, Cuéllar, Guzan, Davies en Milner; hurkend v.l.n.r.: Ashley Young, aanvoerder Reo-Coker, Shorey, Sidwell en Gardner

## Spelerskern
Spelers wier rugnummer is doorstreept verlieten de club tijdens het seizoen;
| Rugnummer     | Naam                 | Nationaliteit       | Geboortedatum | Bij de club sinds | Vorige club                            |
| ------------- | -------------------- | ------------------- | ------------- | ----------------- | -------------------------------------- |
| Keepers       |                      |                     |               |                   |                                        |
| 1             | Brad Friedel         | Verenigde Staten    | 18-05-1971    | 2008              | Blackburn Rovers                       |
| 22            | Brad Guzan           | Verenigde Staten    | 09-09-1984    | 2008              | Chivas USA                             |
| 30            | Andy Marshall        | Engeland            | 14-04-1975    | 2009              | Coventry City                          |
| Verdedigers   |                      |                     |               |                   |                                        |
| 2             | Luke Young           | Engeland            | 19-07-1979    | 2008              | Middlesbrough                          |
| 3             | Wilfred Bouma        | Nederland           | 15-06-1978    | 2005              | PSV Eindhoven                          |
| 5             | Richard Dunne        | Ierland             | 21-09-1979    | 2009              | Manchester City                        |
| 15            | Curtis Davies        | Engeland            | 15-03-1985    | 2008              | West Bromwich Albion                   |
| 21            | Nicky Shorey         | Engeland            | 19-02-1981    | 2008              | Reading                                |
| 23            | Habib Beye           | Frankrijk / Senegal | 19-10-1977    | 2009              | Newcastle United                       |
| 24            | Carlos Cuéllar       | Spanje              | 23-08-1981    | 2008              | Rangers                                |
| 25            | Stephen Warnock      | Engeland            | 12-12-1981    | 2009              | Blackburn Rovers                       |
| 29            | James Collins        | Wales               | 23-08-1983    | 2009              | West Ham United                        |
| 44            | Eric Lichaj          | Verenigde Staten    | 17-11-1988    | 2007              | Chicago Fire                           |
| 45            | Shane Lowry          | Australië           | 12-06-1989    | 2009              | eigen jeugd                            |
| 47            | Ciaran Clark         | Ierland             | 26-09-1989    | 2009              | eigen jeugd                            |
| 48            | Nathan Baker         | Engeland            | 23-04-1991    | 2009              | eigen jeugd                            |
| Middenvelders |                      |                     |               |                   |                                        |
| 4             | Steve Sidwell        | Engeland            | 14-12-1982    | 2008              | Chelsea                                |
| 6             | Stewart Downing      | Engeland            | 22-07-1984    | 2009              | Middlesbrough                          |
| 8             | James Milner         | Engeland            | 04-01-1986    | 2008              | Newcastle United                       |
| 12            | Marc Albrighton      | Engeland            | 18-11-1989    | 2009              | eigen jeugd                            |
| 16            | Fabian Delph         | Engeland            | 21-11-1989    | 2009              | Leeds United                           |
| 19            | Stilijan Petrov      | Bulgarije           | 05-07-1979    | 2006              | Celtic                                 |
| 20            | Nigel Reo-Coker 2    | Engeland            | 14-05-1984    | 2007              | West Ham United                        |
| 26            | Craig Gardner        | Engeland            | 25-11-1986    | 2005              | eigen jeugd                            |
| 27            | Isaiah Osbourne      | Engeland            | 05-11-1987    | 2006              | eigen jeugd                            |
| 46            | Barry Bannan         | Schotland           | 01-12-1989    | 2008              | eigen jeugd                            |
| 49            | Chris Herd           | Australië           | 04-04-1988    | 2010              | eigen jeugd                            |
| 50            | Jonathan Hogg        | Engeland            | 06-12-1988    | 2009              | eigen jeugd                            |
| Aanvallers    |                      |                     |               |                   |                                        |
| 7             | Ashley Young         | Engeland            | 04-01-1986    | 2007              | Watford                                |
| 9             | Marlon Harewood      | Engeland            | 25-08-1979    | 2007              | West Ham United / Wolverhampton (huur) |
| 10            | John Carew           | Noorwegen           | 05-09-1979    | 2007              | Lyon                                   |
| 11            | Gabriel Agbonlahor 3 | Engeland            | 13-10-1986    | 2005              | eigen jeugd                            |
| 14            | Nathan Delfouneso    | Engeland            | 02-02-1991    | 2008              | eigen jeugd                            |
| 18            | Emile Heskey         | Engeland            | 11-01-1978    | 2009              | Wigan Athletic                         |

- = Aanvoerder

| 1. 2. 3. 4. 5. 6. 7. 8. 9. 10. |

### Manager
|         |                       |               |
| Functie | Naam                  | Nationaliteit |
| Coach   | Martin O'Neill (foto) | Noord-Ierland |

## Resultaten
Een overzicht van de competities waaraan Aston Villa in het seizoen 2009-2010 deelnam.
| Premier League | FA Cup       | League Cup | UEFA Europa League |
| -------------- | ------------ | ---------- | ------------------ |
|                |              |            |                    |
| 6e             | Halve finale | Finalist   | Play-offronde      |

## Uitrustingen
Shirtsponsor: Acorns (financiële instelling uit de Verenigde Staten) 

Sportmerk: Nike
| Thuis |

| Uit |

## Premier League

### Wedstrijden
| №  | Datum      | Wedstrijd                             | Uitslag | Doelpunten                                                      | P  |
| -- | ---------- | ------------------------------------- | ------- | --------------------------------------------------------------- | -- |
| 1  | 15.08.2009 | Aston Villa – Wigan Athletic          | 0–2     |                                                                 | 0  |
| 2  | 24.08.2009 | Liverpool – Aston Villa               | 1–3     | 34' (e.d.) Lucas, 44' Davies, 75' A. Young                      | 3  |
| 3  | 30.08.2009 | Aston Villa – Fulham                  | 2–0     | 3' (e.d.) Paintsil, 60' Agbonlahor                              | 6  |
| 4  | 13.09.2009 | Birmingham City – Aston Villa         | 0–1     | 85' Agbonlahor                                                  | 9  |
| 5  | 19.09.2009 | Aston Villa – Portsmouth              | 2–0     | 34' (pen.) Milner, 43' Agbonlahor                               | 12 |
| 6  | 26.09.2009 | Blackburn Rovers – Aston Villa        | 2–1     | 3' Agbonlahor                                                   | 12 |
| 7  | 05.10.2009 | Aston Villa – Manchester City         | 1–1     | 15' Dunne                                                       | 13 |
| 8  | 17.10.2009 | Aston Villa – Chelsea                 | 2–1     | 32' Dunne, 52' Collins                                          | 16 |
| 9  | 24.10.2009 | Wolverhampton Wanderers – Aston Villa | 1–1     | 79' Agbonlahor                                                  | 17 |
| 10 | 31.10.2009 | Everton – Aston Villa                 | 1–1     | 46' Carew                                                       | 18 |
| 11 | 04.11.2009 | West Ham United – Aston Villa         | 2–1     | 52' A. Young                                                    | 18 |
| 12 | 07.11.2009 | Aston Villa – Bolton Wanderers        | 5–1     | 5' A. Young, 43' Agbonlahor, 53' Carew, 72' Milner, 76' Cuéllar | 21 |
| 13 | 21.11.2009 | Burnley – Aston Villa                 | 1–1     | 86' Heskey                                                      | 22 |
| 14 | 28.11.2009 | Aston Villa – Tottenham Hotspur       | 1–1     | 10' Agbonlahor                                                  | 23 |
| 15 | 05.12.2009 | Aston Villa – Hull City               | 3–0     | 13' Dunne, 29' Milner, 88' (pen.) Carew                         | 26 |
| 16 | 12.12.2009 | Manchester United – Aston Villa       | 0–1     | 21' Agbonlahor                                                  | 29 |
| 17 | 15.12.2009 | Sunderland – Aston Villa              | 0–2     | 24' Heskey, 61' Milner                                          | 32 |
| 18 | 19.12.2009 | Aston Villa – Stoke City              | 1–0     | 61' Carew                                                       | 35 |
| 19 | 27.12.2009 | Arsenal – Aston Villa                 | 3–0     |                                                                 | 35 |
| 20 | 29.12.2009 | Aston Villa – Liverpool               | 0–1     |                                                                 | 35 |
| 21 | 17.01.2010 | Aston Villa – West Ham United         | 0–0     |                                                                 | 36 |
| 22 | 27.01.2010 | Aston Villa – Arsenal                 | 0–0     |                                                                 | 37 |
| 23 | 30.01.2010 | Fulham – Aston Villa                  | 0–2     | 40', 44' Agbonlahor                                             | 40 |
| 24 | 06.02.2010 | Tottenham Hotspur – Aston Villa       | 0–0     |                                                                 | 41 |
| 25 | 10.02.2010 | Aston Villa – Manchester United       | 1–1     | 19' Cuéllar                                                     | 42 |
| 26 | 21.02.2010 | Aston Villa – Burnley                 | 5–2     | 32' A. Young, 56', 58' Downing, 61' Heskey, 68' Agbonlahor      | 45 |
| 27 | 13.03.2010 | Stoke City – Aston Villa              | 0–0     |                                                                 | 46 |
| 28 | 16.03.2010 | Wigan Athletic – Aston Villa          | 1–2     | 25' (e.d.) McCarthy, 63' Milner                                 | 49 |
| 29 | 20.03.2010 | Aston Villa – Wolverhampton Wanderers | 2–2     | 16', 82' Carew                                                  | 50 |
| 30 | 24.03.2010 | Aston Villa – Sunderland              | 1–1     | 30' Carew                                                       | 51 |
| 31 | 27.03.2010 | Chelsea – Aston Villa                 | 7–1     | 29' Carew                                                       | 51 |
| 32 | 03.04.2010 | Bolton Wanderers – Aston Villa        | 0–1     | 11' A. Young                                                    | 54 |
| 33 | 15.04.2010 | Aston Villa – Everton                 | 2–2     | 72' Agbonlahor, 90' (e.d.) Jagielka                             | 55 |
| 34 | 18.04.2010 | Portsmouth – Aston Villa              | 1–2     | 16' Carew, 82' Delfouneso                                       | 58 |
| 35 | 21.04.2010 | Hull City – Aston Villa               | 0–2     | 14' Agbonlahor, 76' (pen.) Milner                               | 61 |
| 36 | 25.04.2010 | Aston Villa – Birmingham City         | 1–0     | 83' (pen.) Milner                                               | 64 |
| 37 | 01.05.2010 | Manchester City – Aston Villa         | 3–1     | 16' Carew                                                       | 64 |
| 38 | 09.05.2010 | Aston Villa – Blackburn Rovers        | 0–1     |                                                                 | 64 |

### Eindstand
|  | Groepsfase UEFA Champions League 2010/11     |
|  | Play-offs UEFA Champions League 2010/11      |
|  | Play-offs UEFA Europa League 2010/11         |
|  | Derde voorronde UEFA Europa League 2010/11   |
|  | Degradatie naar Football League Championship |

| Rang | Team                    | We | Wi | Ge | Ve | Pu  | Vo  | Te | Sa  | Fa    |
| ---- | ----------------------- | -- | -- | -- | -- | --- | --- | -- | --- | ----- |
| 1    | Chelsea                 | 38 | 27 | 5  | 6  | 86  | 103 | 32 | 71  | 3,219 |
| 2    | Manchester United       | 38 | 27 | 4  | 7  | 85  | 86  | 28 | 58  | 3,071 |
| 3    | Arsenal                 | 38 | 23 | 6  | 9  | 75  | 83  | 41 | 42  | 2,024 |
| 4    | Tottenham Hotspur       | 38 | 21 | 7  | 10 | 70  | 67  | 41 | 26  | 1,634 |
| 5    | Manchester City         | 38 | 18 | 13 | 7  | 67  | 73  | 45 | 28  | 1,622 |
| 6    | Aston Villa             | 38 | 17 | 13 | 8  | 64  | 52  | 39 | 13  | 1,333 |
| 7    | Liverpool               | 38 | 18 | 9  | 11 | 63  | 61  | 35 | 26  | 1,743 |
| 8    | Everton                 | 38 | 16 | 13 | 9  | 61  | 60  | 49 | 11  | 1,224 |
| 9    | Birmingham City         | 38 | 13 | 11 | 14 | 50  | 38  | 47 | -9  | 0,809 |
| 10   | Blackburn Rovers        | 38 | 13 | 11 | 14 | 50  | 41  | 55 | -14 | 0,745 |
| 11   | Stoke City              | 38 | 11 | 14 | 13 | 47  | 34  | 48 | -14 | 0,708 |
| 12   | Fulham                  | 38 | 12 | 10 | 16 | 46  | 39  | 46 | -7  | 0,848 |
| 13   | Sunderland              | 38 | 11 | 11 | 16 | 44  | 48  | 56 | -8  | 0,857 |
| 14   | Bolton Wanderers        | 38 | 10 | 9  | 19 | 39  | 42  | 67 | -25 | 0,627 |
| 15   | Wolverhampton Wanderers | 38 | 9  | 11 | 18 | 38  | 32  | 56 | -24 | 0,571 |
| 16   | Wigan Athletic          | 38 | 9  | 9  | 20 | 36  | 37  | 79 | -42 | 0,468 |
| 17   | West Ham United         | 38 | 8  | 11 | 19 | 35  | 47  | 66 | -19 | 0,712 |
| 18   | Burnley                 | 38 | 8  | 6  | 24 | 30  | 42  | 82 | -40 | 0,512 |
| 19   | Hull City               | 38 | 6  | 12 | 20 | 30  | 34  | 75 | -41 | 0,453 |
| 20   | Portsmouth              | 38 | 7  | 7  | 24 | 19* | 34  | 66 | -32 | 0,515 |

- Portsmouth kreeg negen punten aftrek, vanwege financiële problemen

### Statistieken
Bijgaand een overzicht van de spelers van Aston Villa, die in het seizoen 2009/10 onder leiding van trainer Martin O'Neill speeltijd kregen in de Premier League.
| Naam               | Duels | Goal | Kreeg geel | Kreeg voor de tweede keer geel en dus rood | Weggestuurd |
| ------------------ | ----- | ---- | ---------- | ------------------------------------------ | ----------- |
| Brad Friedel       | 38    | 0    | 0          | 0                                          | 0           |
| Ashley Young       | 37    | 5    | 6          | 0                                          | 0           |
| Stilijan Petrov    | 37    | 0    | 11         | 0                                          | 0           |
| Gabriel Agbonlahor | 36    | 13   | 3          | 0                                          | 0           |
| James Milner       | 36    | 7    | 5          | 0                                          | 0           |
| Carlos Cuéllar     | 36    | 2    | 6          | 1                                          | 0           |
| Richard Dunne      | 35    | 0    | 3          | 0                                          | 0           |
| John Carew         | 33    | 10   | 2          | 0                                          | 0           |
| Emile Heskey       | 31    | 3    | 2          | 0                                          | 0           |
| Stephen Warnock    | 30    | 0    | 2          | 0                                          | 0           |
| James Collins      | 27    | 1    | 2          | 0                                          | 0           |
| Stewart Downing    | 25    | 2    | 0          | 0                                          | 0           |
| Steve Sidwell      | 25    | 0    | 3          | 0                                          | 0           |
| Luke Young         | 16    | 0    | 2          | 0                                          | 0           |
| Nigel Reo-Coker    | 10    | 0    | 1          | 0                                          | 0           |
| Nathan Delfouneso  | 9     | 1    | 0          | 0                                          | 0           |
| Fabian Delph       | 8     | 0    | 3          | 0                                          | 0           |
| Habib Beye         | 6     | 0    | 0          | 0                                          | 1           |
| Marc Albrighton    | 3     | 0    | 0          | 0                                          | 0           |
| Nicky Shorey       | 3     | 0    | 0          | 0                                          | 0           |
| Curtis Davies      | 2     | 1    | 0          | 0                                          | 0           |
| Ciaran Clark       | 1     | 0    | 0          | 0                                          | 0           |
| Craig Gardner      | 1     | 0    | 1          | 0                                          | 0           |

## League Cup
|                              |                  |       |                     |                                                                        |
| 28 februari 2010 16:00 UTC+1 | Aston Villa      | 1 – 2 | Manchester United   | Wembley Stadium, Londen Toeschouwers: 88.596 Scheidsrechter: Phil Dowd |
| 28 februari 2010 16:00 UTC+1 | Milner 5' (pen.) |       | 12' Owen 74' Rooney | Wembley Stadium, Londen Toeschouwers: 88.596 Scheidsrechter: Phil Dowd |

| Aston Villa | Manchester United |

| Aston Villa:   |    |                    |     |
|                |    |                    |     |
| GK             | 1  | Brad Friedel       |     |
| RB             | 24 | Carlos Cuéllar     | 80' |
| CB             | 29 | James Collins      | 11' |
| CB             | 5  | Richard Dunne      |     |
| LB             | 25 | Stephen Warnock    |     |
| RM             | 7  | Ashley Young       |     |
| CM             | 8  | James Milner       |     |
| CM             | 19 | Stilijan Petrov    |     |
| LM             | 6  | Stewart Downing    | 18' |
| CF             | 11 | Gabriel Agbonlahor |     |
| CF             | 18 | Emile Heskey       |     |
| Wisselspelers: |    |                    |     |
| GK             | 22 | Brad Guzan         |     |
| DF             | 2  | Luke Young         |     |
| DF             | 23 | Habib Beye         |     |
| MF             | 4  | Steve Sidwell      |     |
| MF             | 16 | Fabian Delph       |     |
| FW             | 10 | John Carew         | 80' |
| FW             | 14 | Nathan Delfouneso  |     |
| Coach:         |    |                    |     |
| Martin O'Neill |    |                    |     |

| Manchester United: |    |                  |     |
|                    |    |                  |     |
| GK                 | 29 | Tomasz Kuszczak  |     |
| RB                 | 21 | Rafael           | 66' |
| CB                 | 15 | Nemanja Vidić    | 68' |
| CB                 | 23 | Jonny Evans      |     |
| LB                 | 3  | Patrice Evra     | 41' |
| RM                 | 25 | Antonio Valencia |     |
| CM                 | 16 | Michael Carrick  |     |
| CM                 | 24 | Darren Fletcher  |     |
| LM                 | 13 | Park Ji-Sung     | 85' |
| CF                 | 9  | Dimitar Berbatov |     |
| CF                 | 7  | Michael Owen     | 42' |
| Wisselspelers:     |    |                  |     |
| GK                 | 12 | Ben Foster       |     |
| DF                 | 2  | Gary Neville     | 66' |
| DF                 | 6  | Wes Brown        |     |
| MF                 | 18 | Paul Scholes     |     |
| MF                 | 28 | Darron Gibson    | 85' |
| FW                 | 10 | Wayne Rooney     | 42' |
| FW                 | 32 | Mame Biram Diouf |     |
| Coach:             |    |                  |     |
| Alex Ferguson      |    |                  |     |